# St. Radegund
Ne doit pas être confondu avec Sankt Radegund bei Graz.
St. Radegund est une commune autrichienne du district de Braunau am Inn en Haute-Autriche.

## Histoire
Lors du plébiscite du 10 avril 1938 sur l'Anschluss, les autorités de la commune de St. Radegund, village natal de l'objecteur de conscience Franz Jägerstätter (aujourd’hui martyr et bienheureux de l'Église catholique), préférèrent maquiller les résultats du vote, pour éviter de faire apparaître l'existence d'un unique vote en opposition au rattachement de l'Autriche à l'Allemagne,.